# Lionel Théorêt
Lionel Théorêt, né le 21 juin 1927 à Sainte-Justine-de-Newton et mort le 16 mars 2024 à Greenfield Park, est le président fondateur du Centre ÉPIC, un centre de médecine préventive et de conditionnement physique.
Il est membre de l'Ordre du Canada.

## Membre de l'Ordre du Canada
En 2003, Lionel Théorêt est reçu membre de l'Ordre du Canada par la gouverneure générale du Canada, Adrienne Clarkson, distinction accordée aux citoyens canadiens ayant contribué tout au long de leur vie à faire une différence majeure au Canada. Voici le texte lu en son honneur lors de la cérémonie :
« Depuis plus de 40 ans, il fait preuve d'un profond dévouement témoignant d'un authentique souci d'aider la collectivité. Doté d'un esprit visionnaire, d'une ténacité exemplaire et de son expérience comme dirigeant d'une petite entreprise, il a mené à bien la création du Centre Épic. Destiné à la prévention et à la réadaptation des maladies du cœur, ce centre, le plus important du genre au Canada, est reconnu internationalement. Président-fondateur de la Fondation qui soutient le centre, il en est aussi le directeur général. Un bénévole engagé depuis toujours dans diverses causes sociales, il continue d'aider différents organismes dans sa communauté. »

## ÉPIC: L'œuvre de sa vie
Lionel Théorêt a toujours eu à cœur l’activité physique : En 1961, alors qu’il était commissaire à la commission scolaire de Pont-Viau à Laval, il réussit à instaurer une heure d’éducation physique par semaine pour les élèves du primaire. C’était une chose singulière pour le Québec de l’époque, où les vertus de l’activité physique n’étaient pas reconnues. Il revint à la charge pour le secondaire l’année suivante, et y parvint à nouveau, malgré l’opposition de certains parents. Plus tard, alors qu’il était président-fondateur de la commission scolaire régionale de Maisonneuve à Laval, il réussit à créer un département d’éducation physique.
ÉPIC (Étude pilote de l'Institut de cardiologie), le principal projet de sa vie, débuta en tant qu'étude pilote de l’Institut de cardiologie de Montréal en 1968 et visait « à démontrer les bienfaits de l’exercice sur le système cardiovasculaire » (p. 9). «J’ai toujours cru à l’axiome : un esprit sain dans un corps sain, explique-t-il. Vous comprenez, c’était assez révolutionnaire pour l’époque. Imaginez : seulement 3 % des Québécois pratiquaient une activité physique.» C'est ainsi que ÉPIC prit forme le 16 octobre 1968 (p. 10).
La deuxième année d’ÉPIC se voit offrir une extraordinaire révélation : 80 % des participants du groupe pilote avaient doublé leur rendement à l’effort. Les 26 participants formeront une société privée à but non lucratif pour poursuivre le programme. C’est au cours de cette même année que le Club de santé Épic passera de la prévention à la réadaptation en formant un premier groupe gens ayant subi un accident cardiaque. Le projet ÉPIC devient pionnier: à l'époque, on leur prescrivait plutôt le repos que l’exercice (p. 13 à 15). Toujours en 1969, ÉPIC formulera ses objectifs pour l’avenir : (p. 13)
- développer le goût de l’exercice physique chez les sédentaires et l’entretenir chez ceux qui sont actifs ;
- démontrer et prouver que l’exercice est essentiel ;
- améliorer le fonctionnement du système cardiovasculaire des participants par un programme d’exercices physiques scientifiquement conçus ;
- dépister et prévenir les maladies coronariennes par des examens et des soins professionnels appropriés ;
- promouvoir une philosophie de vie dans laquelle tout ce qui concerne la santé est prioritaire.

Déjà à l’époque, Théorêt avait l’ambition de faire d’ÉPIC un centre. C'est afin d’aller chercher le financement nécessaire à la construction du centre qu’il créa la Fondation ÉPIC en 1972. Il lança ce message aux membres : «Seriez-vous disposé à faire un placement sur vous-même? Seriez-vous encore plus motivé si ce placement constituait par le fait même, un geste humanitaire pour la collectivité?» (p. 22). Finalement, son rêve deviendra réalité avec l’ouverture du centre ÉPIC le 7 janvier 1974 (p. 29).
En 1989, il quittera la direction du Centre ÉPIC pour se consacrer à la direction de la Fondation ÉPIC. Très apprécié des administrateurs, des membres de la fondation, des membres du Centre Épic et du personnel, ils lui avaient offert quelques mois auparavant le prix Humanité : une pièce souvenir unique de l’artiste Michel Guyon, pour témoigner de leur admiration pour son amour de l’Humain et leur reconnaissance de ce qu’il a accompli pour la collectivité (p. 95).
Il prit sa retraite définitive d'ÉPIC en 2003. Il fut alors fait membre de l’Ordre du Canada pour l’ensemble de son œuvre, la plus haute distinction civile remise au Canada.

## Décès
Lionel Théorêt meurt le 16 mars 2024 à l'hôpital Charles-Le Moyne à l'âge de 96 ans.

## Honneurs
- 1974 - Grand commandeur ÉPIC pour l'apport exceptionnel à la réalisation du Mouvement ÉPIC[5].
- 1978 - Récipiendaire de l'insigne «Mission Vrai-Vie», décerné par le Ministère de la Santé et du Bien-Être Social du Canada, en reconnaissance de services exceptionnels rendus dans la promotion de saines habitudes de vie[5].
- 1986 - Membre du Cercle des Bâtisseurs Molson[5].
- 1989 - Prix «Humanité» pour son implication sociale et humanitaire[5].
- 1995 - Personnalité de la semaine de La Presse le dimanche 27 août[2].
- 2002 - Médaille commémorative de Sa Majesté la Reine Élisabeth II[5].
- 2003 - Membre de l'Ordre du Canada[1].
- 2009 - Salle nommée en son honneur dans le Centre Épic.